# 月の砂漠 (映画)
『月の砂漠』（つきのさばく）は、青山真治監督による2001年の日本映画。
静岡県島田市でロケが行われた。
2001年、第54回カンヌ国際映画祭コンペティション部門に出品される。

## キャスト
- 永井恭二 - 三上博史
- アキラ - とよた真帆
- キーチ - 柏原収史
- 野々宮 - 國村隼
- カアイ - 碇由貴子
- ツヨシ - 細山田隆人
- 市山 - 生瀬勝久
- 榊 - ピエール瀧
- 白木 - 村上淳
- 中村 - 粟田麗
- 鶏屋 - 江角英明
- マツシマ - 船木誠勝
- サテツ - 津田寛治
- インタビュアー - 板尾創路
- ツヨシの父 - 夏八木勲
- キーチの客 - 秋吉久美子
- 社長 - 萩原健一

## 評価
大場正明は、「その大筋だけを見れば、非常にシンプルな家族の再生の物語である」が、「実際の映画は、現実の揺らぎや歪みを至る所に生みだし、そんな物語を異質な次元へと引き出していく」と本作を評した。